# Uttertjärnen (Piteå socken, Norrbotten)
Uttertjärnen är en sjö i Piteå kommun i Norrbotten och ingår i Piteälvens huvudavrinningsområde. Sjön har en area på 0,0559 kvadratkilometer och ligger 31,9 meter över havet.

## Delavrinningsområde
Uttertjärnen ingår i det delavrinningsområde (727629-175068) som SMHI kallar för Ovan VDRID = Låssbäcken i Piteälvens vattendragsy*. Medelhöjden är 55 meter över havet och ytan är 41,17 kvadratkilometer. Räknas de 850 avrinningsområdena uppströms in blir den ackumulerade arean 11 176,11 kvadratkilometer. Avrinningsområdets utflöde Piteälven mynnar i havet. Avrinningsområdet består mestadels av skog (64 procent) och jordbruk (10 procent). Avrinningsområdet har 0,95 kvadratkilometer vattenytor vilket ger det en sjöprocent på 2,3 procent.